# Bakterieklorofyl
Bakterieklorofyler er fotosyntetiske pigmenter, som findes i diverse fototrofe bakterier. 

## Danner ikke ilt
Bakterieklorofyler minder om klorofyler, som er de primære pigmenter i planter, alger og cyanobakterier. Grupper som indeholder bakterieklorofyl udfører fotosyntese, men producerer ikke oxygen. De bruger bølgelængder af lys, som planter ikke kan absorbere. Forskellige grupper indeholder forskellige typer af bakterieklorofyl:
Den grønne svovlbakterie, Chlorobium tepidum, bruger kun Bakterieklorofyl c som lyshøsterpigment. Bakterieklorofyl c danner hydrogenbindinger mellem pigmenterne, og danner dermed en polymerkæde. Denne kæde vinder sig op i en tætpakket spiral, og skaber dermed et rørformet aggregatsystem, som er meget effektiv til at opfange sollys.
Bakterieklorofyl c absorberer i sin monomerform ved 668 nm, og i sin aggregatform ved 740 nm. Dette rødskifte er karakteristisk for aggregeringen, og gør det muligt vha. spektrofotometri at følge aggregatdannelsen.
Undersøgelser fra 2008 har påvist, at Chlorobium tepidum indeholder vokslipider i chlorosomerne som den eneste kendte fotosyntetiske organisme. Disse vokslipiders funktion er ukendt, men tidlige undersøgelser antyder, at årsagen måske kan findes i tuningen af det absorberede lys' bølgelængde.